# Kurt Birrenbach

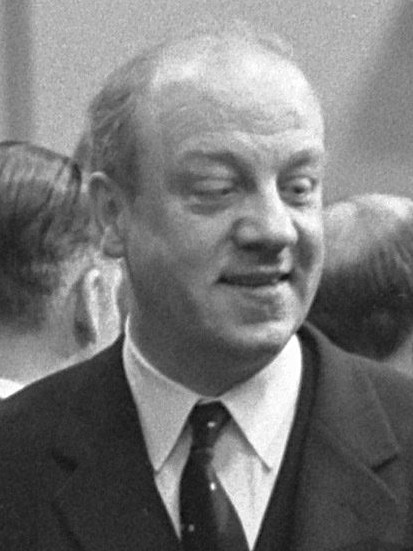
Kurt Birrenbach (1963)

Kurt Birrenbach (* 2. Juli 1907 in Arnsberg; † 26. Dezember 1987 in Düsseldorf) war ein deutscher Jurist und Politiker (CDU). Er wirkte unter anderem als Direktor. Von 1957 bis 1976 war er Mitglied des Bundestages.

## Leben und Beruf
Kurt Birrenbach wurde im westfälischen Arnsberg als Sohn von Toni Birrenbach, geborene Binhold, und des Arztes Hermann Birrenbach geboren und wuchs in Münster auf, wo sein Vater Chefarzt eines Krankenhauses war. Er selbst bezeichnete sein Elternhaus als katholisch und liberal-konservativ. In Münster besuchte er das humanistische Gymnasium Paulinum.
Nach dem Abitur studierte er Rechts- und Staatswissenschaften in Genf, Paris, München, Berlin und Münster. Er bestand 1930 die Erste und 1934 die Große Juristische Staatsprüfung. 1933 wurde er in Tübingen zum Dr. jur. promoviert. Von 1935 bis 1939 arbeitete er als Devisen- und Finanzberater in Berlin. 1939 Jahr wanderte er nach Südamerika aus, um Ida Wangemann (* 1907), die von den Nationalsozialisten als „Halbjüdin“ eingestuft wurde, in Uruguay heiraten zu können. Er hatte mit ihr Kinder Thomas und Irene. Seine Schwiegermutter Margarethe Wangemann wurde 1943 im Ghetto Theresienstadt Opfer des Holocaust.
Bis 1954 war er zunächst in Argentinien und ab 1952 auch wieder in Deutschland im Im- und Exporthandel der Eisen- und Stahlindustrie tätig. Seit 1954 war er Generalbevollmächtigter der Anita Gräfin Zichy-Thyssen in Deutschland und Vorsitzender des Aufsichtsrates der Thyssen-Aktiengesellschaft für Beteiligungen in Düsseldorf, für die er dann auch anderen Aufsichtsräten angehörte und als Verwaltungsratsvorsitzender der Thyssen Vermögensverwaltung GmbH tätig war, und als Aufsichtsratsvorsitzender unter anderem der August-Thyssen-Hütte AG in Duisburg-Hamborn.
Von 1957 bis 1965 war Birrenbach Vizepräsident der Europa-Union. Laut Mitgliederliste der Atlantik-Brücke war er zumindest im Dezember 1967 Vorstandsmitglied dieser Organisation, deren Mitglied er bereits 1964 wurde. Im Jahr 1965 wurde er Sonderbeauftragter der Bundesregierung für die Aufnahme diplomatischer Beziehungen zu Israel. Im selben Jahr erhielt er die Columbus-Medaille. 1966 wurde er Ehrendoktor (Dr. med. h. c.) der Medizinischen Fakultät der Universität Düsseldorf. Von 1973 bis 1981 war er Präsident der Deutschen Gesellschaft für Auswärtige Politik, deren Ehrenpräsident er danach wurde. Zudem gehörte er der Trilateralen Kommission an. Im Jahr 1981 erhielt er die Harnack-Medaille der Max-Planck-Gesellschaft, die für Verdienste um die Gesellschaft vergeben wird. 1977 hatte er das Große Bundesverdienstkreuz mit Stern erhalten.

## Partei
Birrenbach war zum 1. Mai 1933 der NSDAP beigetreten (Mitgliedsnummer 2.165.437). Nachdem ihm die Heirat mit seiner Verlobten von den nationalsozialistischen Behörden untersagt worden war, trat er deshalb 1935 wieder aus. 1953 trat er der CDU bei.

## Abgeordneter
Birrenbach gehörte dem Deutschen Bundestag von 1957 bis 1976 an, wo er durchgängig dem Auswärtigen Ausschuss angehörte. Dort kam er mehrfach mit Konrad Adenauer in Konflikt, weil er im Gegensatz zum „Gaullisten“ Adenauer ein Atlantiker war. 1965 bereitete er im Auftrag von Ludwig Erhard die Aufnahme diplomatischer Beziehungen mit Israel vor, indem er mehrfach zu Gesprächen mit der israelischen Regierung flog. Er war ein entschiedener Gegner der Ostverträge. Er beriet die Bundeskanzler Ludwig Erhard und Kurt Georg Kiesinger insbesondere in Fragen der Amerikapolitik.
Vom 29. Oktober 1959 bis zum 29. November 1961 gehörte er auch dem Europaparlament an.

## Schriften (Auswahl)
- Der Realisierungszwang im Tarifrecht. Dissertation Universität Tübingen, 1933.
- Die Zukunft der Atlantischen Gemeinschaft. Eurooäisch-amerikanische Partnerschaft. Rombach, Freiburg im Breisgau 1962.
- 25 Jahre Deutsche Gesellschaft für Auswärtige Politik. In: Europa-Archiv. 1980, Heft 12.
- Meine Sondermissionen. Rückschau auf zwei Jahrzehnte bundesdeutsche Außenpolitik. Econ, Stuttgart 1984, ISBN 978-3-430-11386-1.